# Elezioni regionali in Umbria del 1970
Le elezioni regionali in Umbria del 1970 si tennero il 7-8 giugno, contemporaneamente alle altre regioni italiane. Pietro Conti, consigliere, fu eletto da una maggioranza composta da Pci, Psi e Psiup ottenendo 17 seggi su 30.

## Risultati elettorali
| Liste                                                   | Voti    | %     | Seggi |
| ------------------------------------------------------- | ------- | ----- | ----- |
| Partito Comunista Italiano (PCI)                        | 215.174 | 41,82 | 13    |
| Democrazia Cristiana (DC)                               | 154.878 | 30,10 | 9     |
| Partito Socialista Italiano (PSI)                       | 48.833  | 9,49  | 3     |
| Movimento Sociale Italiano (MSI)                        | 27.838  | 5,41  | 2     |
| Partito Socialista Italiano di Unità Proletaria (PSIUP) | 23.663  | 4,60  | 1     |
| Partito Socialista Unitario (PSU)                       | 22.454  | 4,36  | 1     |
| Partito Repubblicano Italiano (PRI)                     | 12.182  | 2,37  | 1     |
| Partito Liberale Italiano (PLI)                         | 9.512   | 1,85  | -     |
| Totale                                                  | 514.534 |       | 30    |

| Riepilogo dei seggi | Riepilogo dei seggi | Riepilogo dei seggi | Riepilogo dei seggi | Riepilogo dei seggi | Riepilogo dei seggi | Riepilogo dei seggi |
| ------------------- | ------------------- | ------------------- | ------------------- | ------------------- | ------------------- | ------------------- |
|                     |                     |                     |                     |                     |                     |                     |
| PCI                 | 13                  | N/A                 |                     | PSIUP               | 1                   | N/A                 |
| PSI                 | 3                   | N/A                 |                     | PSU                 | 1                   | N/A                 |
| PRI                 | 1                   | N/A                 |                     | DC                  | 9                   | N/A                 |
| MSI                 | 2                   | N/A                 |                     |                     |                     |                     |